# (12515) Suiseki
(12515) Suiseki est un astéroïde de la ceinture principale.

## Description
(12515) Suiseki est un astéroïde de la ceinture principale. Il fut découvert le 30 avril 1998 à Kitt Peak par le projet Spacewatch. Il présente une orbite caractérisée par un demi-grand axe de 2,44 UA, une excentricité de 0,14 et une inclinaison de 5,0° par rapport à l'écliptique.

## Compléments